# Тойота-центр
 «Тойота-центр»  (англ. Toyota Center)  — критий спортивний комплекс у діловій частині Х'юстона (Техас, США). Названий на честь японської автомобільної компанії Toyota. Домашньою ареною для команд «Х'юстон Рокетс» (Національна баскетбольна асоціація) і «Х'юстон Аерос» (Американська хокейна ліга).
1995 року власник баскетбольної команди «Х'юстон Рокетс» Леслі Александер запропонував будівництво нової арени в Х'юстоні, замість застарілого «Самміту». У 1997 році Леслі Александер і Чак Вотсон (власник «Аерос») підписали договір про спільне володіння новою ареною, однак, на міському референдумі 1999 року проєкт відхилено. Лише в 2001 році, після підписання зміненої угоди, пропозицію «Рокетс» про будівництво стадіону схвалено.
Будівництво розпочалося в липні 2001 року, а відкриття відбулося у вересні 2003 року. Ціна будівництва склала 235 млн доларів, з яких 105 млн заплатили «Рокетс». Незадовго до кінця будівництва, компанія Toyota купила за 100 млн доларів права на назву.

## Історія

### Історія створення
На початку 1990-х років керівництво футбольної команди «Х'юстон Ойлерс» запропонувало «Х'юстон Рокетс» направити спільне прохання муніципалітету Х'юстона про будівництво нової спортивної арени для двох команд. Власник «Рокетс», Леслі Александер, відхилив цю пропозицію, не бажаючи брати участь у будівництві великого куполоподібного стадіону. Замість цього він заявив, що спрямує всі свої зусилля на будівництво нової арени в діловій частині міста, на якій у майбутньому проходитимуть ігри НБА і, можливо, хокейні ігри НХЛ. Обом командам потрібні були нові арени, оскільки їхнім домашнім аренам «Астродом» і «Самміт» було понад 20 років, вони не відповідали сучасним вимогам і були нерентабельні. За словами віце-президента «Ойлерс» Майка Макклюра, місту з такими аренами не дадуть проводити жодних великих заходів, а проведення одного Супербоула може принести в міський бюджет до 170 млн доларів. У травні 1995 року керівництва кількох спортивних команд Техасу, включаючи «Рокетс», запропонували ввести законопроєкт, який би передбачав пустити частину місцевих податків на будівництво нової спортивної арени. Хоча проєкт не пройшов у палаті представників Техасу, Александер оголосив, що він продовжить шукати можливості для будівництва. Попри те, що керівництво «Самміту» заявило, що реконструкція наявної арени буде набагато дешевшою, ніж будівництво нової, керівництво «Рокетс» продовжило переговори з адміністрацією Х'юстона про можливості будівництва. Александер також почав вести переговори з Чаком Вотсоном (власником «Х'юстон Аерос» і «Самміту») про дострокове розірвання орендного договору, чинного до листопада 2003 року.
Переговори продовжилися і в 1996 році. Мер Х'юстона Боб Ланьє призначив спеціальну комісію, яка вивчила необхідність будівництва і прийшла до висновку, що воно «необхідне для збереження спорту в Х'юстоні». Після того, як Вотсон відхилив пропозицію «Рокетс» викупити свій контракт за 30 млн доларів, «Рокетс» подали офіційне прохання про розірвання договору оренди, стверджуючи про необхідність викупити оренду. Керівництво міста подало зустрічний позов, щоб змусити баскетбольну команду залишитися в «Самміті», заявивши, що якщо «Рокетс» не виконають зобов'язань за контрактом, то не отримають можливість грати на новій спортивній арені. У квітні 1997 року Александер заявив, що він і Вотсон досягли угоди про спільне управління новою ареною. Після того, як всі сторони домовилися про строки, губернатор штату Джордж Буш-молодший у липні підписав законопроєкт про підвищення податків для будівництва нової арени.
Однак, після того як Національна хокейна ліга вирішила не розглядати Х'юстон як кандидата на отримання хокейної команди під час розширення ліги, через невизначеність з будівництвом нової арени, Леньє вирішив не проводити референдум у листопаді. У січні 1998 року «Рокетс» подали апеляцію на судову постанову за якою команда мала залишатися в «Самміті», але в травні відкликали її, після того, як стало зрозуміло, що нову арену встигнуть побудувати тільки до кінця їхнього орендного контракту. У січні 1999 року новий мер Лі Браун гарантував, що до кінця року відбудеться референдум з цього питання. Після кількох місяців переговорів з Harris County-Houston Sports Authority, «Рокетс» нарешті дійшли згоди, що команда заплатить половину вартості будівництва, і референдум був призначений на 2 листопада. Браун і міська рада Х'юстона схвалили угоду, однак Вотсон почав кампанію за скасування референдуму, заявляючи, що нова арена «не в інтересах Х'юстона». 3 листопада оголошено результати референдуму: 54 % тих, хто взяв у ньому участь, висловилися проти будівництва. Александер сказав, що «ми ніколи не думали, що програємо» і що він дуже засмучений програшем.
Після голосування комісар НБА Девід Стерн зазначив, що «якщо не буде нового стадіону… Я думаю, впевнений, що команда переїде [до іншого міста]». Houston Sports Authority не планувала зустрічатися з керівництвом «Рокетс» до кінця сезону 1999–2000, але, дізнавшись, що ті почали перемовини з іншими містами про можливість переїзду, сторони відновили переговори в лютому 2000 року. Попри це, «Рокетс» продовжили перемовини з Луїсвіллем, Кентуккі. План фінансування арени опубліковано в червні. Остаточний договір запропоновано 6 липня, і «Рокетс» і Лі Браун домовилися про строки. Після схвалення угоди міською радою, проєкт знову був включений в листопадовий референдум. Згідно з проєктом, «Рокетс» щорічно платитимуть 8,5 млн доларів орендної плати. «Рокетс» отримуватимуть усі грошові надходження з продажу квитків, 95 % з продажу прав на назву, плату за паркування в новому гаражному комплексі та з інших можливих джерел. Місто буде отримувати гроші від проведення концертів і паркувань. Напередодні голосування «Рокетс» підкреслили, що не буде жодних нових податків будь-якого роду", попри це противники нової арени заявляли, що арена підвищить споживання енергії і громадськість змушена буде заплатити занадто багато за арену. Будівництво нової арени підтримали компанія Reliant Energy, яка вклала 400 000 доларів на рекламну кампанію, а також Enron і Кен Лей. На референдумі, який відбувся 8 листопада, за будівництво арени проголосувало 66 %. Така велика підтримка стала досить несподіваною. Починаючи з 1993 року в США було проведено 36 подібних референдумів і на 28 з них будівництва були схвалені, однак майже завжди відсоток тих, хто проголосував за був у районі 53-56 % і рідко перевищував 60 %. Початок будівництва було заплановано на квітень-травень 2001 року, а відкриття на вересень 2003 року, до початку сезону НБА 2003—2004.

### Будівництво та відкриття

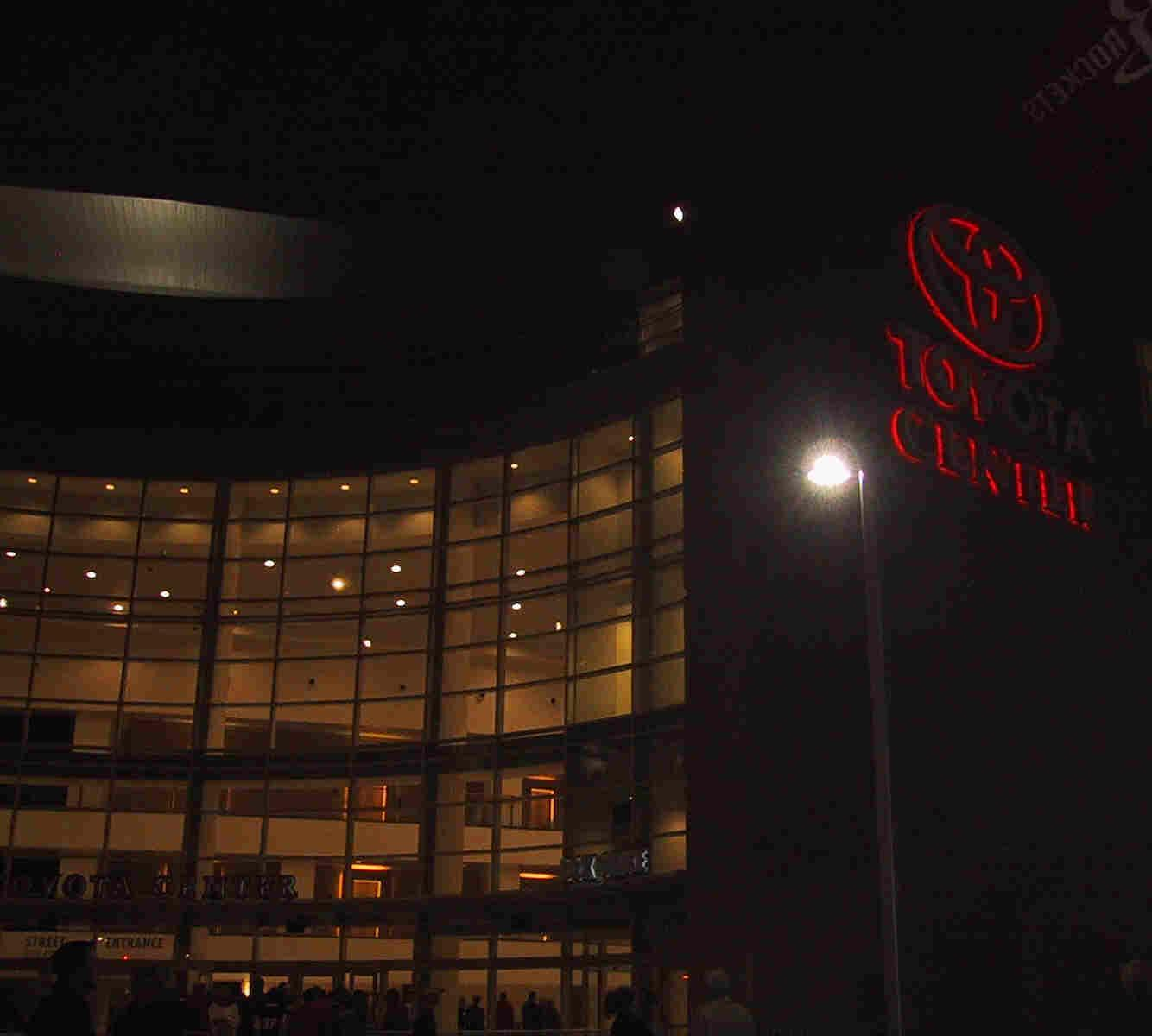
Емблема Тойоти на стіні стадіону

Згідно з договором, муніципалітет Х'юстона викупив ділянку землі у приватних власників під будівництво арени, а також під майбутні паркінги поруч із конференц-центром імені Джорджа Р. Брауна (англ. George R. Brown Convention Center), сплативши купівлю облігаціями і позиками на суму 30 млн доларів. Компанія Morris Architecture розробила дизайн споруди площею 70 000 м2. Будівництво будівлі проводила компанія Hunt Construction. 13 червня знесено будівлю Houston Lighting and Power, яка розташовувалася на місці майбутнього будівництва. Також був перекритий рух двома вулицями під час будівництва арени, а пожежне депо № 8 перенесене в інше місце. Церемонія закладки фундаменту відбулася 31 липня 2001 року і будівництво тривало 26 місяців.
На вимогу Александера, будівництво арени велося на 10 метрів нижче рівня землі, щоб вболівальникам не доводилося підніматися по сходинках. Для цього був виритий найбільший за всю історію Х'юстона котлован. Риття котловану зайняло 4 місяці і коштувало 12 млн доларів. Бетон під фундамент заливали влітку 2002 року, а будівництво самої арени розпочалося в жовтні. Дах змонтували в грудні, після чого почалися внутрішні роботи. На будівництво пішло 35 000 м3 бетону, 3040 тонн сталі, 350 000 бетонних блоків, 60 390 м2 гіпсокартону, 1800 м2 скла, а також висаджено 3500 м2 газону. 4 вересня 2003 року відбулася церемонія перерізання стрічки і офіційне відкриття арени. Вартість будівництва склала 235 млн доларів, з яких 105 млн заплатили «Рокетс».

### Титульний спонсор
23 липня 2003 року, за кілька місяців до відкриття арени, компанія Toyota уклала 20-річний контракт вартістю 100 млн доларів, купивши права на назву стадіону. Крім самої арени, на честь спонсора названий гаражний комплекс Toyota Tundra і VIP-ложа Lexus Lounge, призначена для спеціальних клієнтів компанії. У північній частині вестибюля розташований виставковий зал Тойоти в якому представлені новинки компанії. Також договір передбачає: розміщення логотипів Тойоти над усіма п'ятьма входами (включаючи великий неоновий логотип над головним входом), у двох місцях на ігровому майданчику, на даху будівлі, і демонстрацію його на відеоекранах; показ реклами під час радіо — та телетрансляцій місцевих телерадіокомпаній. Цей контракт став дев'ятим за величиною в США для спортивних споруд та четвертим для арен. Зобов'язання з виплати будуть виконувати компанії Toyota Motor Sales USA Inc., яка базується в Торранс, Каліфорнія; Gulf States Toyota, що базується в Х'юстоні; та Houston Toyota Dealers Association.

## Параметри

### Розташування

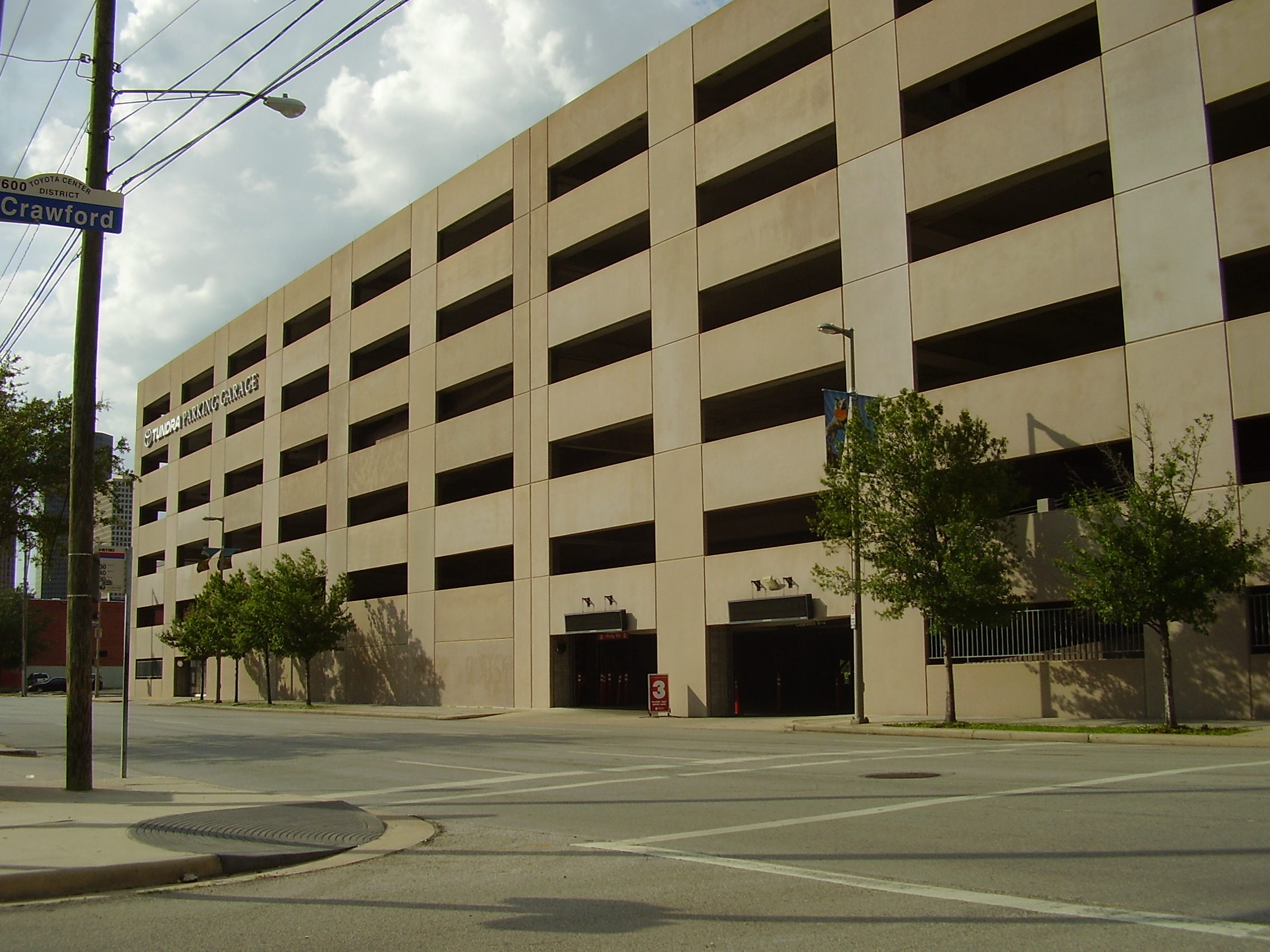
Гараж ToyotaTundra

«Тойота-центр» розташовується в східній частині ділового району Х'юстона, неподалік від шосе 10 і 45. Поряд з ареною розташовується конференц-центр імені Джорджа Р. Брауна, площа Рут і найбільший в центрі Х'юстона парк Діскавері Грін. Площа Рут побудована в 1923 році і до початку 2000-х років виявилася майже занедбаною, ставши місцем збору бездомних. Після будівництва «Тойота-центру», «Рокетс» вклали гроші в реконструкцію парку. Висаджено квіти та дерева, встановлено скульптури та інсталяції, а візитною карткою парку став баскетбольний майданчик. У декількох кварталах від арени розташований бейсбольний стадіон Minute Maid Park, відкритий 2000 року. Біля «Тойота-центру» в грудні 2003 року побудовано готель Гілтон Амерікас-Х'юстон, а за два квартали — комплекс Houston Pavilions в 2008 році. До або після гри відвідувачі «Тойота-центру» можуть провести час у численних барах, ресторанах і нічних клубах, розташованих поруч зі стадіоном. 11 квітня 2008 року, перед грою «Рокетс» — «Фінікс Санз», поруч зі стадіоном відкрито 3,5-метровий пам'ятник на честь Хакіма Оладжувона. Пам'ятник розміщений перед головним входом в «Тойота-центр» і являє собою прямокутну бронзову скульптуру, у верхній частині якої розміщена майка з номером 34 і баскетбольний м'яч позаду неї. Нижче розташований невеликий текст, у якому перераховуються досягнення Олджувона. Ідея цього пам'ятника виникла у Леслі Александера після того, як він побачив скульптуру Майкла Джордана поруч із «Юнайтед-центром».
Для тих, хто приїжджає на машині, поряд з ареною побудований гаражний комплекс Toyota Tundra на 2500 машиномісць, який з'єднаний з «Тойота-центром» переходом (англ. skybridge). Навколо арени також розташовані паркування загальною місткістю близько 10 000 машиномісць. Лише за квартал від стадіону розташовується багатоповерховий гараж, що належить Хакіму Оладжьювону. Для людей з обмеженими здібностями виділені місця на першому й третьому рівнях Toyota Tundra, а також навколо стадіону. На відміну від попередньої арени «Рокетс», де у вартість квитка входила вартість паркування, відвідувачам «Тойота-центру» доводиться платити за паркування від 5 до 15 доларів. Неподалік від арени розташовується станція наземного метро Main Street Square.

### Зовнішнє оформлення

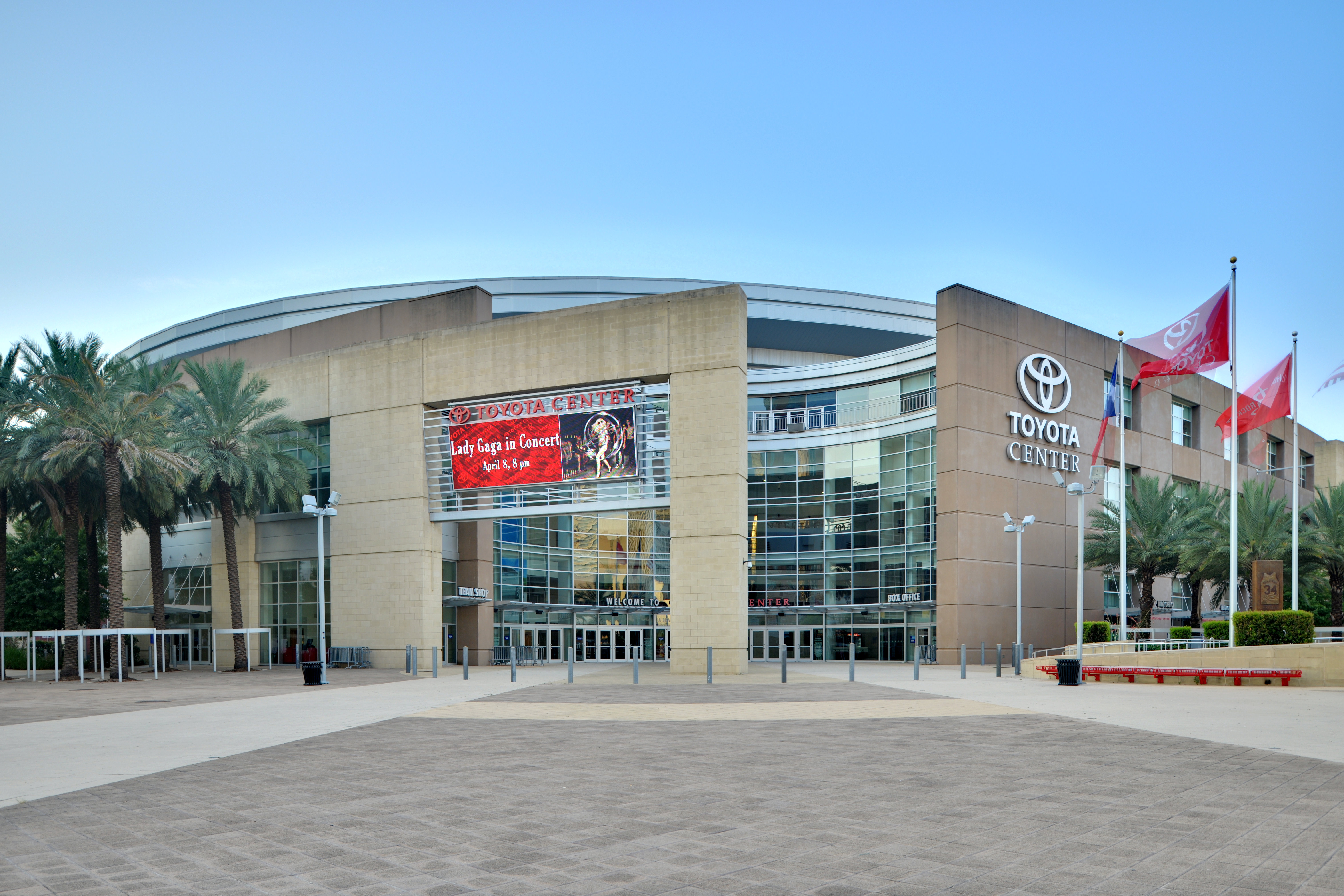
Головний вхід «Тойота-центру»

«Тойота-центр» займає площу 6 міських кварталів. Дизайн арени розроблений архітектурним бюро HOK Sports and Entertainment Group спільно з Morris Architects. Під час розробки дизайну більше уваги приділяли створенню комфортної атмосфери для відвідувачів усередині приміщення, ніж зовнішнім архітектурним пошукам. Тому зовні арена нічим не вирізняється на тлі навколишніх будівель. «Тойота-центр» має округлу форму. Всередину будівлі ведуть чотири входи. Головний вхід на стадіон розташований у північно-західній частині будівлі, а ще два в північно-східній та південній частині арени. Четвертий вхід веде з гаража через спеціальний критий перехід. Дизайн головного входу практично ідентичний з дизайном однієї з найулюбленіших пам'яток Х'юстона — фонтану «стіни води» зовні Вільямс Тауера поруч з Галереєю. В умовах обмеженого простору в діловій частині міста, перед входами зроблені спеціальні ніші для того, щоб люди могли збиратися за межами арени, не заходячи всередину. Зовнішні 17-метрові стіни будівлі зроблені зі спеціального матеріалу — Arriscraft, комбінації піску та мінералів під високим тиском. Верхня частина стін зроблена із залізобетону, пофарбованого в кавовий колір, а дах має срібний колір. Найвища точка даху розташована на висоті 46 метрів над рівнем ігрового майданчика. Будівля складається з комбінації стін різної висоти, щоб відвідувачі не відчували себе «карликами» поряд зі спорудою.

### Всередині будівлі
Для підтримки даху усередині будівлі встановлені 22-метрові «суперколони». За словами архітектора проєкту, ці колони мають стати відмітною рисою х'юстонської арени. Дах зсередини будівлі обшитий спеціальними панелями, призначеними для поглинання відбитого звуку. Стіни оздоблені відполірованим гранітом і панелями з вишні та клену. Всередині, поруч з головним входом, розміщений фірмовий магазин «Х'юстон Рокетс», а також один з найдовших у подібних будівлях ескалатор, на якому відвідувачі можуть дістатися до верхніх рядів. На стадіоні працює багато ресторанів швидкого обслуговування, наприклад: H-O-U-B-B-Q, Space City Dogs, Clutch City Pizza та Baskets Grill. 14 січня 2006 року на верхньому рівні центру відкрився майданчик Memorial Hermann Sky Court.
Місткість «Тойота-центру» становить 18 300 осіб для баскетбольних ігор, 17 800 для хокейних ігор і до 19 300 для концертів. Стадіон має 2900 клубних місць і 103 VIP-ложі. Для різних заходів арена може мати 9 різних конфігурацій.
Арена поділяється на два яруси. Нижній ярус — рівень 100 (розділений на сектори від 101 до 126), а верхній — 400 рівень (сектори 301—334). Між двома ярусами розташовуються VIP-ложі і клубні місця. З двох боків арени розташовані VIP-ложі рівнів 200 і 300, а з південного торця 9 групових VIP-лож. Нижній ярус може вмістити близько 11 000 глядачів, таким чином, у порівнянні з попередньою ареною більша кількість глядачів перебувають ближче до ігрового майданчику. Сидіння в новій арені на 10 % ширші, а місця для ніг на 10 % більше ніж у старої. Майже біля кожного сидіння є тримач для склянки. Сидіння спроєктовані з урахуванням огляду з кожного місця, щоб відвідувачі могли добре бачити ігровий майданчик.
Більшість VIP-лож мають власну назву і відповідне оформлення: Rock Star, Clutch City Championship, Hakeem «The Dream» Olajuwon, Clyde Drexler «The Glide», Rockets Locker, Lone Star.. В залежності від конфігурації, вони можуть приймати від 12 до 300 осіб. З боків майданчика, під ложами, розташовані клубні місця Silestone, на західній стороні знаходиться Woodforest, а з північного торця майданчики Red & White wine bistro. Red & White wine bistro може запропонувати глядачам вина вищого класу. Зарезервувати його можуть будь-які корпоративні партнери «Рокетс». Зал Lexus Lounge призначений для спеціальних гостей. Для глядачів з VIP-лож працюють спеціальні ресторани, які обслуговує компанія Levy Restaurants. У ресторанах і на клубному рівні підлога покрита паркетом, зробленим з деревини, завезеної з Танзанії.

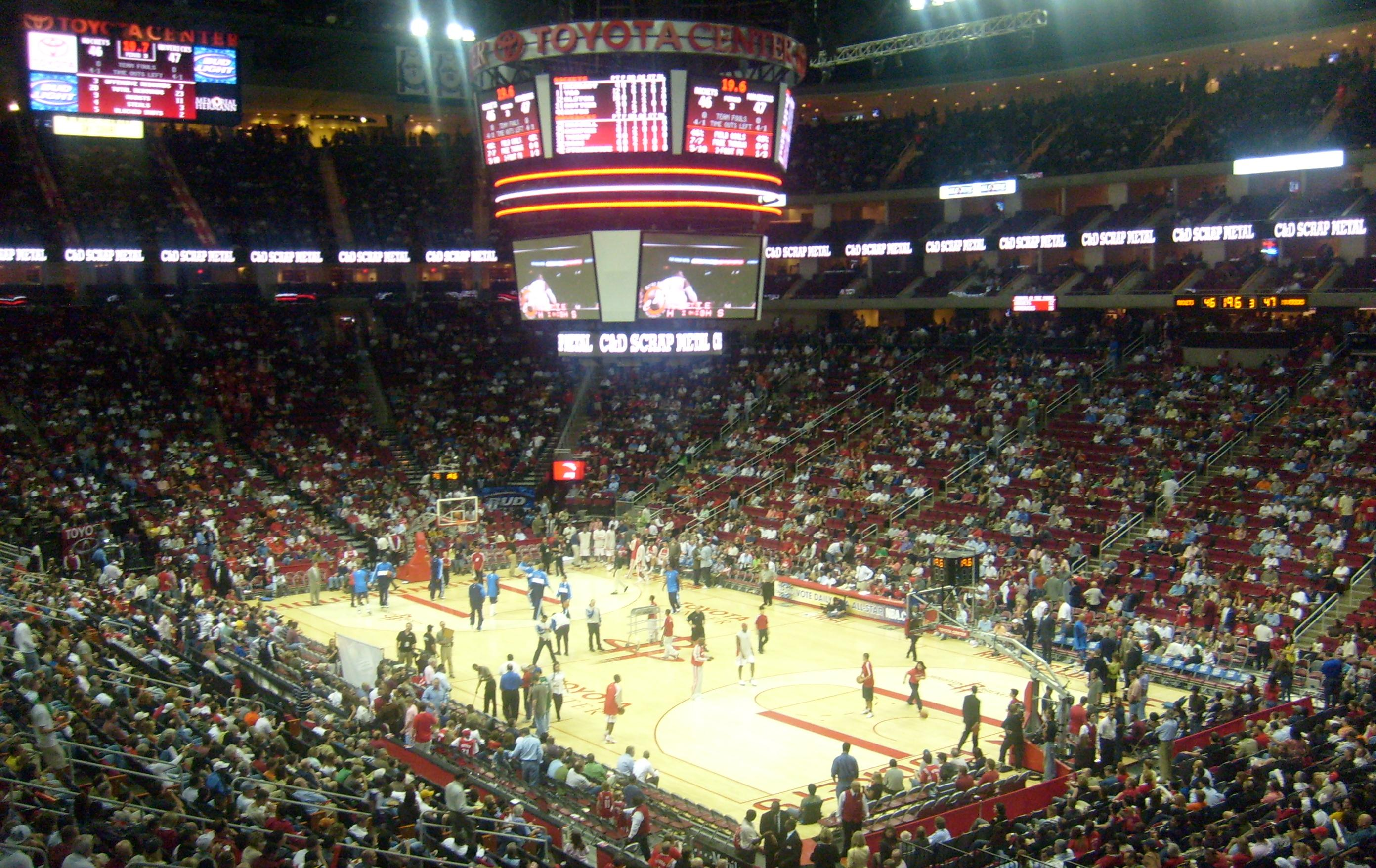
Арена під час ігор «Х'юстон Рокетс»

На відміну від «Саміту», в «Тойота-центрі» над ігровим майданчиком розміщена відеосистема розміром 12 на 9,8 м, яка складається з 4 основних і 8 додаткових кольорових екранів. Відеосистема підвішена до стелі арени. Станом на травень 2003 року система мала найкращу якість зображення і вдвічі більше роздільну здатність серед спортивних об'єктів США. З кожної сторони майданчику розміщені додаткові екрани. Усі відеосистеми арени розробила фірма Daktronics з Брукінгз, Південна Дакота. Арена також обладнана ультрасучасною аудіосистемою, яка складається з понад 336 динаміків. З чотирьох сторін арени розміщені 88 високочастотних, 88 середньочастотних і 96 низькочастотних динаміків. У відеокуб вмонтовано 64 сабвуфери, які дозволяють звуку циркулювати навколо арени, замість того, щоб опускати і піднімати. При будівництві арени враховано, що в ній будуть проходити як баскетбольні матчі, так і концерти, тому знайдено компроміс між реалістичним звуком під час спортивних змагань і м'яким звуком під час концертів.
Під дахом арени звисають прапори із закріпленими номерами видатних баскетболістів «Рокетс»: Келвіна Мерфі, Руді Томьяновича, Хакіма Оладжувона, Клайда Дрекслера і Мозеса Мелоуна, а також два чемпіонських прапори 1994 і 1995 років. Крім прапорів «Рокетс», під дахом розміщені також прапори «Аерос».
Вартість квитків на ігри «Рокетс» на місця в ближніх лавах збільшилась на 50 % у порівнянні з ціною на старій арені, а на далекі місця, навпаки, зменшилась. В 2003 році вартість квитків на верхній ярус варіювалася від 9 до 35 доларів залежно від місця, на нижній від 125 до 175 доларів. Клубні місця коштували від 140 до 200 доларів за квиток. У сезоні 2009-10 середня ціна на ігри «Рокетс» була 43,40 долара, що є 17-м показником у НБА.

### Захист навколишнього середовища
У 2010 році Рада з архітектури і будівництва екологічно чистих будівель в США (англ. US Green Building Council) присудила арені і команді «Х'юстон Рокетс» рейтинг «LEED Silver». «Тойота-центр» став першою ареною в Техасі, що отримала такий сертифікат. Крім техаської арени сертифікати LEED у НБА мають тільки «Роуз-гарден» (Портленд), «Американ Ейрлайнс-арена» (Маямі) та «Філіпс-арена» (Атланта). Це стало можливим після проведення низки модифікацій та заходів щодо захисту навколишнього середовища. Серед них:
- зниження на 50 % споживання води для поливу;
- зменшення споживання електроенергії;
- поліпшення якості повітря всередині арени;
- введення програм з захисту навколишнього середовища;
- пропаганда захисту навколишнього середовища[83][84].

## Орендарі
Основним орендарем «Тойота-центру» є команда «Х'юстон Рокетс» з НБА, яка щорічно виплачує 8,5 млн доларів орендної плати. На арені також проводить домашні поєдинки команда «Х'юстон Аерос» з АХЛ. З 2003 по 2007 рік на арені домашні ігри проводила команда «Х'юстон Кометс» з Жіночої національної баскетбольної асоціації. Наприкінці 2007 року команду купив Хілтон Коч, який вирішив перевезти її в меншу арену — «Реліант-арена». «Аерос», «Кометс» і «Рокетс» до цього домашні ігри проводили на арені «Самміт».

## Заходи

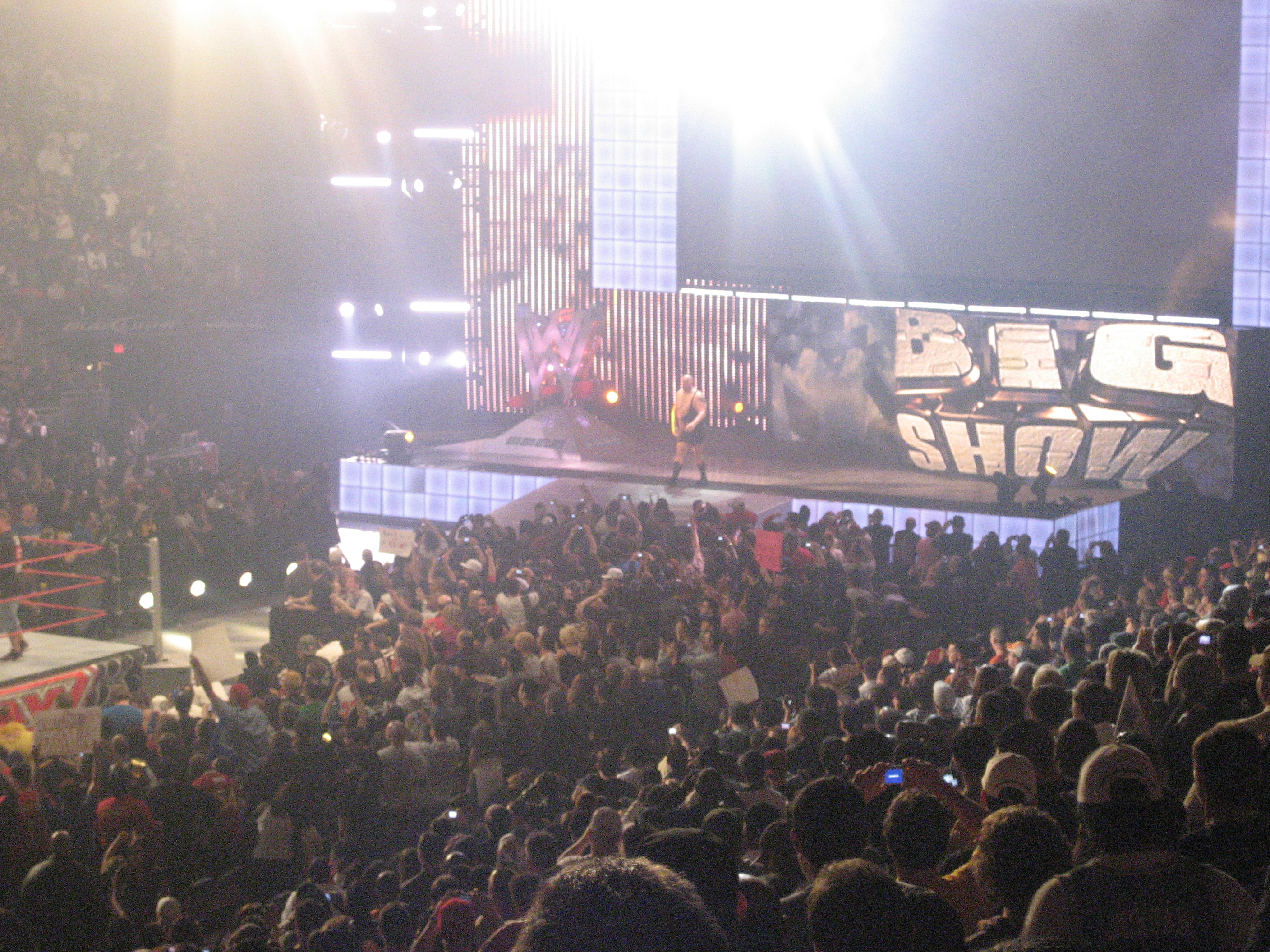
Рестлінг в «Тойота-центрі». Вихід Біг Шоу.

13 вересня 2003 року «Тойота-центр» вперше відкрив свої двері для всіх охочих. Цього арену відвідали від 24 000 до 26 000 осіб. Відвідувачів розважали талісмани і групи підтримки команд, жива музика, а також глядачі мали вільний доступ до ігрового майданчика. На перші 50 днів після відкриття було заплановано проведення понад 25 заходів. Першим став виступ з концертом 6 жовтня 2003 року гурту Fleetwood Mac. 17 жовтня арена приймала льодове шоу «ніч чемпіонів», у якому брали участь Олексій Ягудін, Оксана Баюл і Пол Вайлі. «Х'юстон Аерос» свою першу домашню гру на новому стадіоні провели 24 жовтня проти команди «Клівленд Баронс».. Починаючи з 12 жовтня «Х'юстон Рокетс» провели кілька передсезонних ігор, а 30 жовтня відбувся перший домашній матч, у якому господарі приймали «Денвер Наггетс». За повністю заповнених трибун «Рокетс» здобули перемогу з рахунком 102:85. 19 лютого 2006 року арена приймала Матч усіх зірок НБА. 11 жовтня 2007 року на арені пройшла гра між «Х'юстон Рокетс» і «Панатінаїкосом», у якій перемогу здобули господарі з рахунком 107:70.
7 квітня 2007 року вперше в Техасі в «Тойота-центрі» проходив чемпіонат Ultimate Fighting Championship UFC 69. 6 вересня 2008 року пройшов вечір боксу, де головною подією стали поєдинки Хуана Діаса і Рікардо Хуареса, а 28 лютого 2009 року Хуана Мануеля Маркеса і Хуана Діаса.
На арені з концертами виступали Шанайя Твейн, Linkin Park, Прінс, Metallica, Елтон Джон, U2, Пол Маккартні, The Rolling Stones, Aerosmith, Coldplay, Мерая Кері, Шакіра, Крістіна Агілера, Red Hot Chili Peppers, Lady Gaga, Брітні Спірс та багато інших. 13 листопада 2008 року в «Тойота-центрі» відбулася церемонія вручення Latin Grammy Awards.
19 лютого 2008 року в «Тойота-центрі» перед 19 000 осіб виступав майбутній президент США Барак Обама.
У «Тойота-центрі» проходило багато заходів World Wrestling Entertainment. Серед них WWE No Mercy 9 жовтня 2005 року, WWE Vengeance: Night of Champions 26 червня 2007 року. 4 квітня 2009 року на арені проходила церемонії включення в Залу Слави WWE. 19 грудня 2010 року відбулося шоу TLC: Tables, Ladders & Chairs.

## Відвідуваність

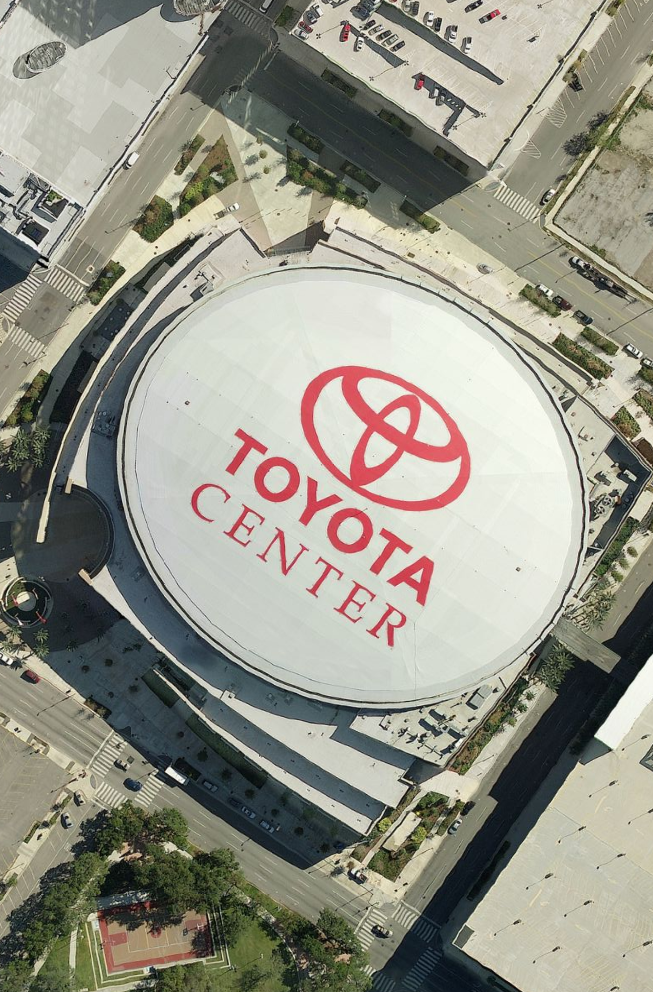
Вигляд арени з супутника

У перший же рік відвідуваність арени перевищила 1,5 млн осіб. 14 травня 2008 року встановлено рекорд відвідуваності баскетбольних матчів для цієї арени. Шосту гру півфінальної серії східної конференції, в якій «Рокетс» перемогли «Лос-Анджелес Лейкерс» з рахунком 95:80, відвідала 18 501 особа. Рекордну кількість глядачів для «Тойота-центру» зібрав виступ Джорджа Лопеза. Найкасовішою подією стала UFC 69: Shootout.
| Сезон   | Загалом | Середня |
| 2003–04 | 640 794 | 15 629  |
| 2004–05 | 663 444 | 16 181  |
| 2005–06 | 636 110 | 15 514  |
| 2006–07 | 678 262 | 16 542  |
| 2007–08 | 718 524 | 17 524  |
| 2008–09 | 699 280 | 17 482  |
| 2009–10 | 677 658 | 16 528  |
| 2010–11 | 663 839 | 16 191  |
| 2011–12 | 506 994 | 15 363  |
| 2012–13 | 683 564 | 16 672  |
| 2013–14 | 743 082 | 18 123  |
| 2014–15 | 747 412 | 18 229  |
| 2015–16 | 737 244 | 17 981  |

## Премії та нагороди
- «Allen Award» від Central Houston;
- «Новачок року» (англ. "Rookie of the Year") від Harlem Globetrotters;
- фіналіст рейтингу журналу Pollstar magazine's в номінації «Найкраще нове концертне приміщення» (англ. "Best New Concert Venue")[109];
- «Найкращі громадські туалети» від газети Houston Press[110].

## Місткість
- баскетбол 18 300
- концерт 19 000
- Хокей із шайбою 17 800